# Brutus (cognomen)
Brutus was een cognomen in de gens Junia, die volgens de overlevering, en dan voornamelijk die van Titus Livius, het eerst gegeven aan Lucius Junius Brutus die aan de wrede vervolgingen van zijn oom koning Lucius Tarquinius Superbus wist te ontkomen door zich als imbeciel te gedragen en, na de verkrachting van Lucretia de laatste koning van Rome verjoeg en een van de eerste twee consuls was.
De naam Brutus betekent zoiets als stommeling en is van oorsprong weinig vleiend maar is toch lang in gebruik gebleven, waarschijnlijk door de nobele oorsprong van de naam. Pas door de moord op Julius Caesar kreeg de naam een meer negatieve betekenis, bekend om "Et tu, Brute?" ("Ook gij, Brutus?), hoewel dat citaat uit het werk van Shakespeare komt (Julius Caesar, derde akte, eerste scene).

## Romeinen met het cognomenBrutus
- Lucius Junius Brutus (509 v. Chr.), de eerste, mythische, consul na de val van Tarquinius Superbus
- Decimus Junius Brutus Scaeva (consul 325 v. Chr.), consul, 4e eeuw v. Chr.
- Gaius Junius Bubulcus Brutus, consul, 4e eeuw v. Chr.
- Decimus Junius Brutus Callaicus, consul, 2e eeuw v. Chr.
- Decimus Junius Brutus (consul 77 v. Chr.), consul, 1e eeuw v. Chr.
- Marcus Junius Brutus (85 v. Chr. - 42 v. Chr.), een van de leiders van de opstand tegen Julius Caesar.
- Decimus Junius Brutus Albinus (rond 85 v. Chr. - 43 v. Chr.), eveneens deelnemer aan de samenzwering tegen Julius Caesar.